# Horst Falke (Geologe)
Horst Falke (* 7. Mai 1909 in Trebitz (heute Ortsteil von Petersberg), Saalekreis; † 14. Oktober 1994 in Mainz) war ein deutscher Geologe.

## Leben
Falke studierte ab 1929 an der Universität Hamburg und der Universität Innsbruck (1931), legte 1933 an der Universität Hamburg sein Staatsexamen ab und wurde 1932 promoviert (Dissertation: Das Oberbergtal: Eine landschaftskundliche Beschreibung eines alpinen Hochtales mit morphologischen Ausblicken). Nach Forschungsaufenthalten in Polen (1933/34) und Südrussland lehrte er 1934 bis 1937 an der Universidad de Concepción in Chile (Leiter des Geologisch-Petrographischen Instituts) und war danach an den Universitäten Göttingen, Aachen (1938) und ab 1939 Assistent in Gießen. Im Zweiten Weltkrieg war er als Wehrgeologe in Bulgarien (1943). Nach der Habilitation 1943 (Der Wealden-Steinkohlenbergbau in Niedersachsen) war er Privatdozent. Nach dem Zweiten Weltkrieg baute er an der Universität Mainz das Geologisch-Paläontologische Institut auf. Ab 1946 war er in Mainz Dozent und von 1948 bis zur Emeritierung 1976 war er Professor (zuerst außerordentlicher, ab 1951 ordentlicher Professor) für Geologie an der Universität Mainz. 1949 bis 1973 leitete er das Geologisch-Paläontologische Institut. 1961/62 war er Rektor der Universität (Rektoratsrede: Zur Geologie des Mainzer Beckens), danach 1962/63 Prorektor. Er war Mitbegründer der geowissenschaftlichen Sammlung der Universität Mainz.
Er war Ehrenmitglied des Oberrheinischen Geologischen Vereins.
1989 wurde er mit dem Bundesverdienstkreuz am Bande ausgezeichnet.
Falke war 1932 kurz Mitglied der NSDAP, trat aber nach zwei Monaten aus weltanschaulichen Gründen wieder aus, was ihm eine weitere Karriere in Deutschland zunächst unmöglich machte. Er ging nach Chile, wohin ihm aber auch ein Rundschreiben der NSDAP-Auslandsabteilung folgte, dass aufforderte ihn nicht zu unterstützen. 1938 bis 1945 war er Mitglied der SA und 1941 bis 1945 wieder Mitglied der NSDAP. Außerdem war er in den 1940er Jahren im Reichskolonialbund, zeitweise als stellvertretender Kreisverbandsleiter.

## Schriften
- Der Wealden-Steinkohlenbergbau in Niedersachsen. Habilitationsschrift. Universität Gießen 1943. Stalling, Oldenburg 1944, DNB 579784126.
- Rheinhessen und die Umgebung von Mainz (= Sammlung geologischer Führer. Band 38). Borntraeger, Berlin 1960, DNB 451205804.
- (Hrsg.): Rotliegend: Essays on European Lower Permian. Brill, Leiden 1972, ISBN 90-04-03414-5.
- Anlegung und Ausdeutung einer geologischen Karte. De Gruyter, Berlin 1975, ISBN 978-3-11-001624-6.
- (Hrsg.): The continental Permian in central, west, and south Europe. Proceedings of the NATO Advanced Study Institute held at the Johannes Gutenberg University, Mainz, 23 September–4 Oktober 1975. Reidel, Dordrecht 1975, ISBN 90-277-0664-6.